# Store Ufred
Store Ufred (finsk: isoviha; svensk: stora ofreden) var i Finlands historie tiden fra Den Store Nordiske Krigs udbrud i 1700 til freden i Nystad i 1721. I mere snæver forstand benyttes udtrykket om den russiske besættelse af landet 1713—1721. Den gamle forvaltning ophørte med at fungere og et rent militært styre blev rådende. En stor del af landets befolkning flygtede fra landet.
Efter den russiske sejr i slaget ved Poltava i 1709 indtog russerne de finske byer Vyborg og Kexholm i 1710, og dette åbnede for fortsat ekspansion ind i Finland. zar Peter gik i land i Helsingfors i 1713, og de russiske styrker tog i løbet af det følgende år kontrol over hele landet.
Efter den russiske sejr i Isokyrö blev Mikhail Golitsyn guvernør i Finland. Finnerne startede en guerillakrig mod russerne. Som hævn måtte de finske bønder betale store skatter til russerne (hvilket var almindeligt på den tid). Plyndringerne var omfattende, særlig i Österbotten og i samfundene nær hovedfærdselsårerne. Kirkerne blev plyndrede og Isokyrö brændt ned til grunden. Russerne benyttede den brændte jords taktik i et flere hundrede kilometer bredt bælte for at forhindre svenske modangreb. Omkring 5.000 finner mistede livet og omkring 10.000 blev taget som slaver, og kun nogen få tusinde af dem kom tilbage. Tusindvis, særlig funktionærer, flygtede også til det (relativt) trygge Sverige. De fattigere bønder gemte sig i skovene for at undgå besættelsesmagtens hærgninger og tvangsudskrivninger.. Nådeløsheden var værst mellem 1714 og 1717, da den frygtede svenske greve Gustaf Otto Douglas, som var gået over til russerne i løbet af krigen, ledede besættelsen.
Ved freden i 1721 blev landet forladt af russerne, med undtagelse af det sydlige og sydøstlige Karelen med Viborg, Kexholm og Sordavala, som blev afståede til Rusland. Efter freden voksede befolkningen atter hurtigt. Skolerne og administrationen blev genoprettet, og man fik betydelige skattelettelser.